# Bonkoré
Bonkoré est une commune rurale située dans le département de Saponé de la province du Bazèga dans la région du Centre-Sud au Burkina Faso.

## Démographie
Selon une étude de 2006, la commune contiendrait 868 habitants.

## Santé et éducation
Le centre de soins le plus proche de Bonkoré est le centre médical de Saponé.